# 元釗
元 釗（げん しょう）は、北朝北魏の皇帝。幼主と呼ばれるが、正史では正統な皇帝に認められていない。西魏の文帝の甥にあたる。
528年2月、北魏の孝明帝が生母の胡太后の手の者に毒殺された。胡太后は孝明帝と潘充華の間に生まれた生後間もない皇女某を皇子と偽って皇帝に立てたが、発覚したため1日でこれを廃し、代わって臨洮王元宝暉（宣武帝の弟の京兆王元愉の次男で、西魏の文帝元宝炬の兄）の子で3歳になったばかりの元釗を皇帝に立てた。爾朱栄はこれに怒って起兵した。4月、爾朱栄は長楽王元子攸（孝荘帝）を河陽で迎え、黄河を渡ると長楽王を即位させた。胡太后と元釗は宮中に乱入して来た爾朱栄の兵に捕らえられ、河陰に送られた。元釗は胡太后とともに黄河に沈められ殺害された。